# Janisław Gerczew
Janisław Gerczew (buł. Янислав Герчев, ur. 4 października 1989) – bułgarski judoka, wielokrotny mistrz Bułgarii, srebrny medalista Mistrzostw Europy 2017. Zajął dziewiąte miejsce na  Igrzyskach Olimpijskich w 2016 i 2020 roku.